# 12710 Breda
12710 Breda este un asteroid din centura principală de asteroizi.

## Descriere
12710 Breda este un asteroid din centura principală de asteroizi. A fost descoperit pe 15 noiembrie 1990 la Observatorul La Silla de Eric Walter Elst. Asteroidul prezintă o orbită caracterizată de o semiaxă mare de 2,59 ua, o excentricitate de 0,06 și o înclinație de 8,7° în raport cu ecliptica.